# Estrella argéada

Estrella argéada.

La estrella argéada, también conocida como sol de Vergina, es una estrella o sol simbólico de dieciséis rayos. Fue desenterrada en 1977 durante unas excavaciones arqueológicas en Vergina, situada en la región de Macedonia (Grecia), por el arqueólogo Manolis Andronikos. El descubrimiento consistía en un cofre de oro con la estrella grabada en su tapa superior. El mismo fue hallado en las tumbas de reyes griegos de Macedonia.
Andronikos describió el símbolo como una estrella, los rayos de una estrella o los rayos del Sol. Sostiene que el cofre perteneció al rey Filipo II de Macedonia, padre de Alejandro Magno. Otros historiadores han sugerido que la tumba perteneció realmente a Filipo III Arrideo, quien reinó después de ambos. 
El cofre está expuesto en el Museo Arqueológico de Vergina, muy cerca de donde se encontró. Otra versión de la estrella argéada, de doce rayos, se encontró en el cofre de Olimpia, madre de Alejandro Magno.

## Interpretaciones del símbolo

Sol de Vergina. Análisis realizado por la asociación griega Tetraktys (Τετρακτύς): los 4 elementos, y los 12 dioses olímpicos. Las transcripciones en sentido horario significan: ΠΥΡ (Pir=Fuego), Zeus, Apolo, Hermes, ΩΚΕΑΝΟΣ (Okeanos=Océano), Poseidón, Ares, Hefesto, ΓΑΙΑ (Gaia=Tierra), Artemisa, Deméter, Hestía, ΑΗΡ (Aer=Cielo), Afrodita, Atenea, Hera

El significado del símbolo ha sido objeto de varias interpretaciones. Los arqueólogos llegan al acuerdo que se trata de un símbolo de Macedonia, usado como emblema de la dinastía argéada, que tenía un símbolo religioso que representa a los cuatro elementos y los doce dioses del Olimpo. 
Andronikos lo interpreta siempre como un "emblema de la dinastía macedonia". Eugene Borza ha señalado que se usa en varias facetas del arte macedonio. A pesar de todo, la primera hipótesis es la más segura, de ahí que el nombre de la estrella reciba el de la dinastía del antiguo reino de Filipo.
John Paul Adams señala su uso largamente establecido en el antiguo arte macedonio (así como en Oriente Medio y en otros lugares) y concluye que en definitiva no pudo ser un símbolo "real" o "nacional" de Macedonia.
Esta hipótesis es fácilmente rebatible, por cuanto fue precisamente la expedición alejandrina la que extendió ese símbolo por toda Asia. Aparecen a menudo estrellas de dieciséis y de ocho puntas en monedas y escudos macedonios, así como a lo largo del período helenístico. 
También hay un número de representaciones de hoplitas atenienses con un símbolo idéntico de dieciséis puntas en su armadura.

## Hallazgos arqueológicos

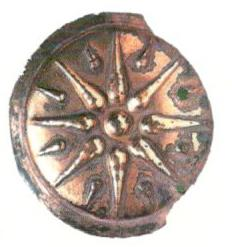
Escudo del reino de Macedonia, Grecia, siglo IV a. C.
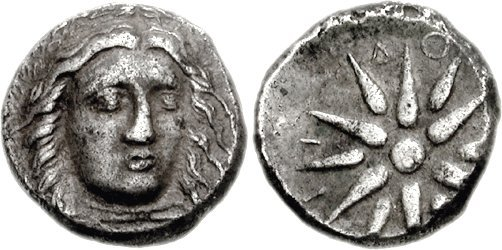
Dracma de la época helenística, siglo IV a. C., el rostro de Apolo (o Alejandro Magno) y la estrella argéada, también llamada sol de Vergina
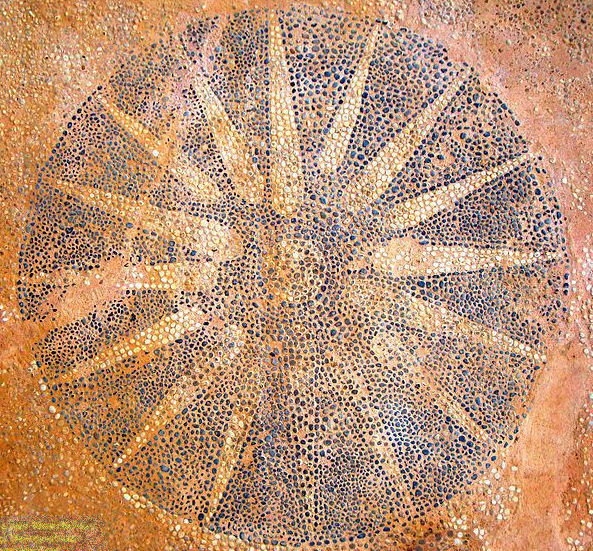
Mosaico hallado en Epiro, de donde era Olimpia, la madre de Alejandro Magno.
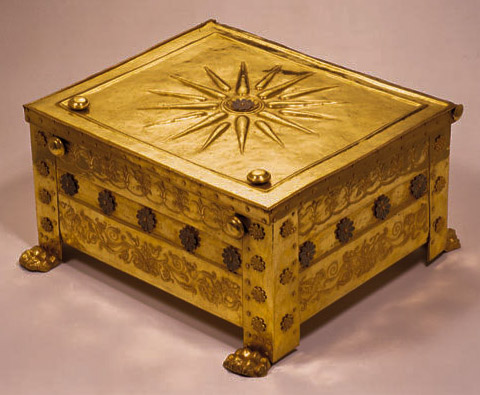
Larnax de oro en la tumba de Filipo II de Macedonia con la estrella argéada en la tapa.

## El símbolo en la actualidad

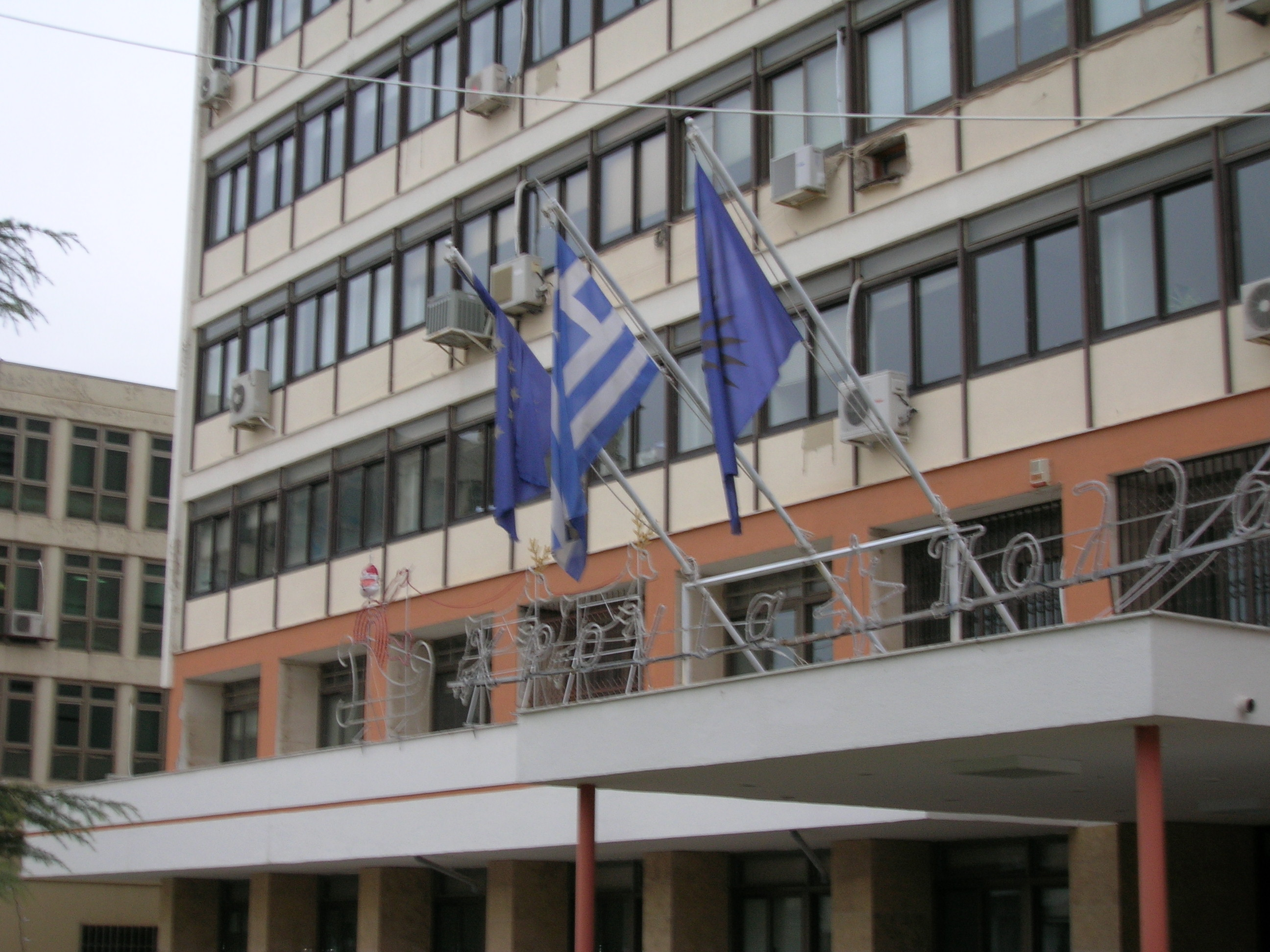
La bandera de la región de Macedonia en la prefectura de Kozani, junto a la bandera europea y la bandera griega.

Tras el descubrimiento del cofre en los años 1970, el sol de Vergina se adoptó por toda Grecia como un símbolo de continuidad entre la antigua cultura macedonia y la Grecia actual. 
La estrella argéada, colocada sobre un fondo azul, se usa comúnmente como un emblema oficial de las tres subdivisiones, las prefecturas y los municipios de la región de Macedonia. 
También la usan organizaciones de la diáspora grecomacedonia, tales como la Asociación Pan-Macedonia, y otras empresas comerciales. El símbolo se introdujo en varios objetos y lugares de Grecia. 
Se añadió a la moneda de 100 dracmas a principios de 1992 y apareció en las condecoraciones del uniforme de la policía ateniense. 
La cadena de televisión griega Makedonia con base en Tesalónica, la usó para reemplazar la letra omicron como su logo y el Banco de Macedonia y Tracia de Grecia, lo adoptaron como símbolo, así como lo hicieron algunas unidades militares griegas.
En febrero de 1993 el parlamento griego creó una resolución designando a la estrella argéada como símbolo nacional oficial. En julio de 1995, Grecia envió una petición a la Organización Mundial de la Propiedad Intelectual (OMPI) para tener derechos exclusivos de propiedad intelectual sobre la estrella argéada.

## Conflicto en torno a su uso

La bandera azul con la estrella argéada se usa en las tres subdivisiones de la región griega de Macedonia.

Esta versión es utilizada por los nacionalistas en Macedonia del Norte.

El símbolo ha sido adoptado, según Grecia, de manera ilegítima por organizaciones de la diáspora eslava y por algunos sectores nacionalistas exyugoslavos. Cuando Yugoslavia se dividió en 1991-1992, la república federada más al sur de esta nación se había autodenominado República de Macedonia y designó la estrella argéada como su símbolo nacional, colocándola en su nueva bandera. El otro motivo de la disputa es el nombre de la ex provincia yugoslava, que se llamó a sí misma Macedonia, por lo que las disputas ya eran por dos razones: el nombre y la insignia. Hace unos años la ex república del sur de Yugoslavia tuvo que modificar su nombre con la sigla ARYM (Antigua República Yugoslava de Macedonia).
La oposición griega fue vehemente; el gobierno griego y su población, especialmente la residente en la provincia de Macedonia, vieron este gesto como un intento de apropiarse de mala fe un símbolo helénico y un reclamo directo a la herencia histórica de Filipo II. Un político del Ministerio Exterior griego dijo en enero de 1995 que «el símbolo es griego y nos ha sido robado» 
Tanto el nombre de la nueva república como su insignia causaron una gran controversia tanto en la república como en las relaciones de esta última con Grecia, argumentando que los eslavos ocuparon una parte norte de la región casi 1 000 años después, por lo que la insignia no les pertenece, ni por historia ni por etnia.
Sumado a la insignia de Macedonia y el uso del nombre, la situación se agravó aún más cuando la ARYM comenzó a realizar monumentos de Alejandro Magno, que es emblema de los griegos, denominando también así a su aeropuerto con el nombre del conquistador.
La posición griega fue apoyada por varios países occidentales. El anterior secretario de Estado de los Estados Unidos, Henry Kissinger, dijo a un periodista:

Creo que Grecia tiene derecho a quejarse y estoy de acuerdo con Atenas. La razón es que sé historia, lo que no es el caso de la mayoría de los otros, incluyendo a la mayoría del gobierno y de la administración en Washington. La fuerza del caso griego es la de la historia, y debo decir que Atenas no la ha usado con éxito.

En un especial del programa El mundo hoy de la BBC, la arqueóloga Bajana Mojsov de la ARYN dijo que «el peso simbólico de la estrella argéada es arqueológicamente absurdo, pero políticamente inevitable», y añadió lo siguiente: «La estrella argéada pertenece al norte de Grecia pero del siglo III a. C., una situación muy diferente de la actual, para nada relacionada con el siglo XXI. Creo que se trata sólo de política, y estamos presenciando el uso de un símbolo arqueológico en una parte de la historia que no está relacionada con él.»
Aunque las autoridades de Skopie niegan cualquier motivo ulterior, la bandera se convirtió en uno de los principales problemas de la disputa política entre Grecia y la ARYM desde principios de 1990. Las objeciones griegas hicieron que la bandera fuese prohibida en varios lugares, incluyendo las Naciones Unidas, los Juegos Olímpicos y las embajadas de la ARYM en los Estados Unidos y Australia.
La disputa se resolvió parcialmente en octubre de 1995 bajo un compromiso planeado por las Naciones Unidas. Se retiró el símbolo de la bandera de la ARYM, como parte de un acuerdo para establecer relaciones diplomáticas y económicas entre ambos países. Fue reemplazada por una nueva bandera, la que se usa actualmente, que muestra un sol distorsionado de ocho puntas que recuerda a varias banderas militares japonesas. 
El descubrimiento de un grabado en piedra que data de la Edad de Bronce con un sol similar de ocho puntas, encontrado en una excavación arqueológica de Kratovo en la ARYM, ha llevado a sugerir que este símbolo de ocho puntas (en vez de la versión de dieciséis puntas encontrada en Vergina) podría ser el verdadero símbolo de la antigua cultura macedonia, a pesar del hecho de que Kratovo está en lo que antes era la antigua Peonia, región que en su momento estaba culturalmente muy vinculada a la región de la antigua Grecia, incluso siendo un dominio del reino griego de Macedonia.
En Albania, la estrella argéada se adoptó como sello oficial del municipio de Liqenas (Pustec en idioma eslavo-macedonio) en la región de Mala Prespa y Golo Brdo, al este del país.